# دالي بيرد
دالي بيرد (بالإنجليزية: Dale Baird) هو مدرب خيول أمريكي، ولد في 17 أبريل 1935 في مارتينسفيل في الولايات المتحدة، وتوفي في 23 ديسمبر 2007.